# Juárez–Lincoln International Bridge

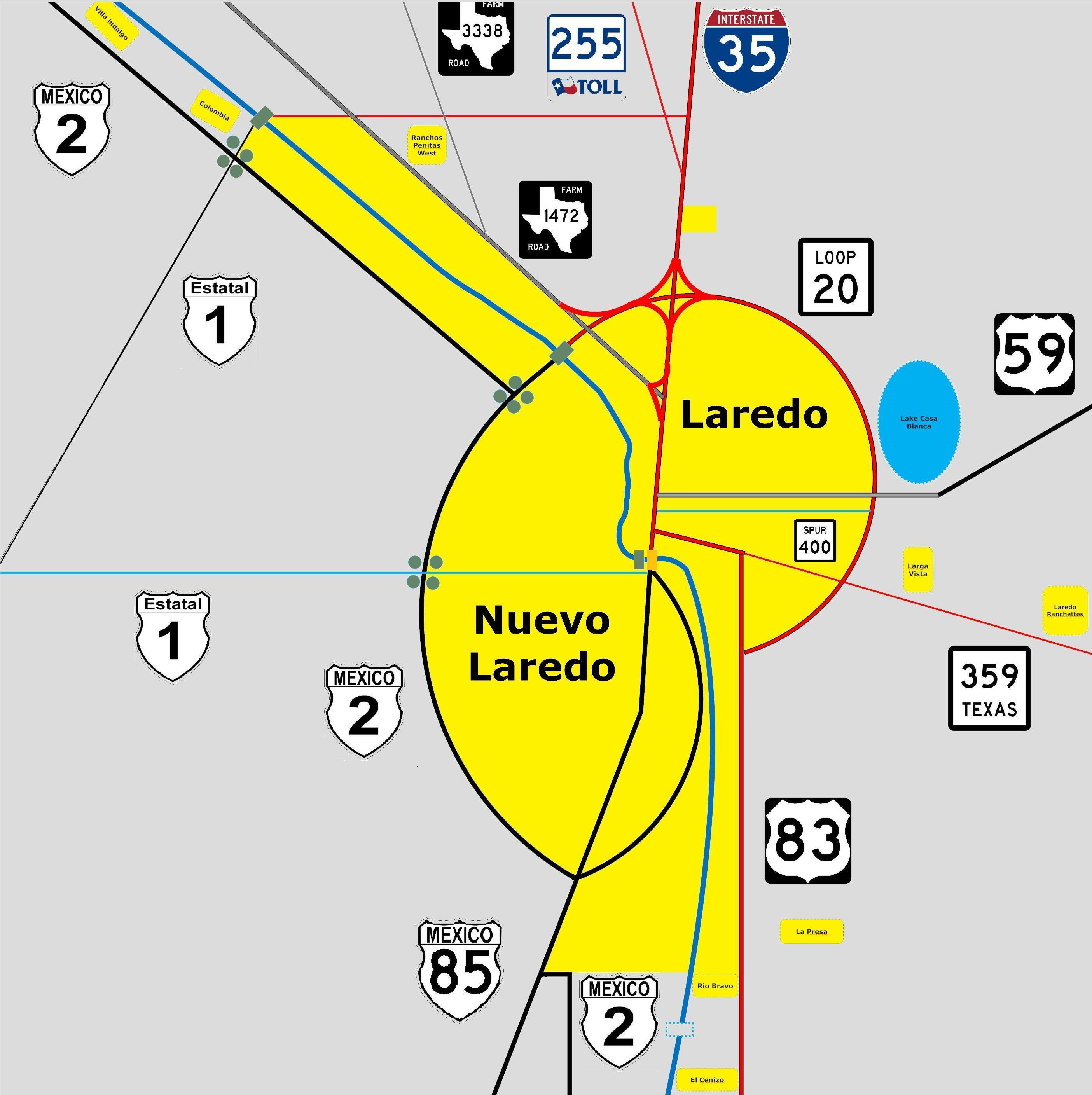
Karte der Juárez–Lincoln International Bridge (orange)

Die Juárez-Lincoln International Bridge (auch bekannt als Bridge Number Two, englisch für „Brücker Nummer Zwei“) ist eine Brücke über den Rio Grande, die die Städte Laredo, Texas, Vereinigte Staaten und Nuevo Laredo, Tamaulipas, Mexiko verbindet. Sie ist eine von vier Straßenbrücken, die im Raum Laredo/Nuevo Laredo die Staaten Mexiko und USA über den Rio Grande verbinden und zum Laredo International Bridge System der City of Laredo gehören.

## Geschichte
Die Brücke wurde 1976 eröffnet, um die Gateway to the Americas Bridge, die einige hundert Meter westlich über den Rio Grande führt, zu entlasten. Die Brücke wurde nach dem mexikanischen Präsidenten Benito Juárez und dem US-amerikanischen Präsidenten Abraham Lincoln benannt. Der Bau der Brücke wurde maßgeblich von Peter Arguindegui Jr. vorangetrieben, der Mitglied im Stadtrat von Laredo war.
Auf der Brücke findet jährlich die International Bridge Ceremony, auch bekannt als „Abrazo Ceremony“, statt. Die Zeremonie ist Teil der Feierlichkeiten zum Jubiläum des Geburtstags von George Washington. 2016 war unter anderem Jeh Johnson vor Ort und wohnte der Zeremonie bei.

## Beschreibung
Die Juarez-Lincoln International Bridge ist eine achtstreifige Kastenträgerbrücke. Sie ist 307 Meter lang und 22 Meter breit. Die Brücke darf ausschließlich von Bussen und nicht-kommerziellen Kraftfahrzeugen befahren werden.